# Johanneum
Johanneum – neorenesansowy budynek, znajdujący się w Dreźnie, w dzielnicy Innere Altstadt, niedaleko placu Neumarkt. Powstał w stylu renesansowym w latach 1586–1590 jako książęca stajnia, wozownia i zbrojownia, po czym był poddawany kilku przebudowom, w wyniku których zmianie uległa jego funkcja i styl architektoniczny. Obecnie mieści się w nim Muzeum Transportu (niem. Verkehrsmuseum).

## Położenie
Budynek jest położony w centrum Starego Miasta w Dreźnie, przy ulicy Augustusstraße obok placu Neumarkt, na południowy wschód od zamku drezdeńskiego i Stallhof. W jego bezpośrednim sąsiedztwie znajdują się m.in. kościół Marii Panny, pałac Cosela i Albertinum. Można się do niego dostać, korzystając z linii tramwajowych nr 1, 2 oraz 4 i wysiadając na przystanku Altmarkt, z którego dojście do gmachu zajmuje kilka minut.

## Historia

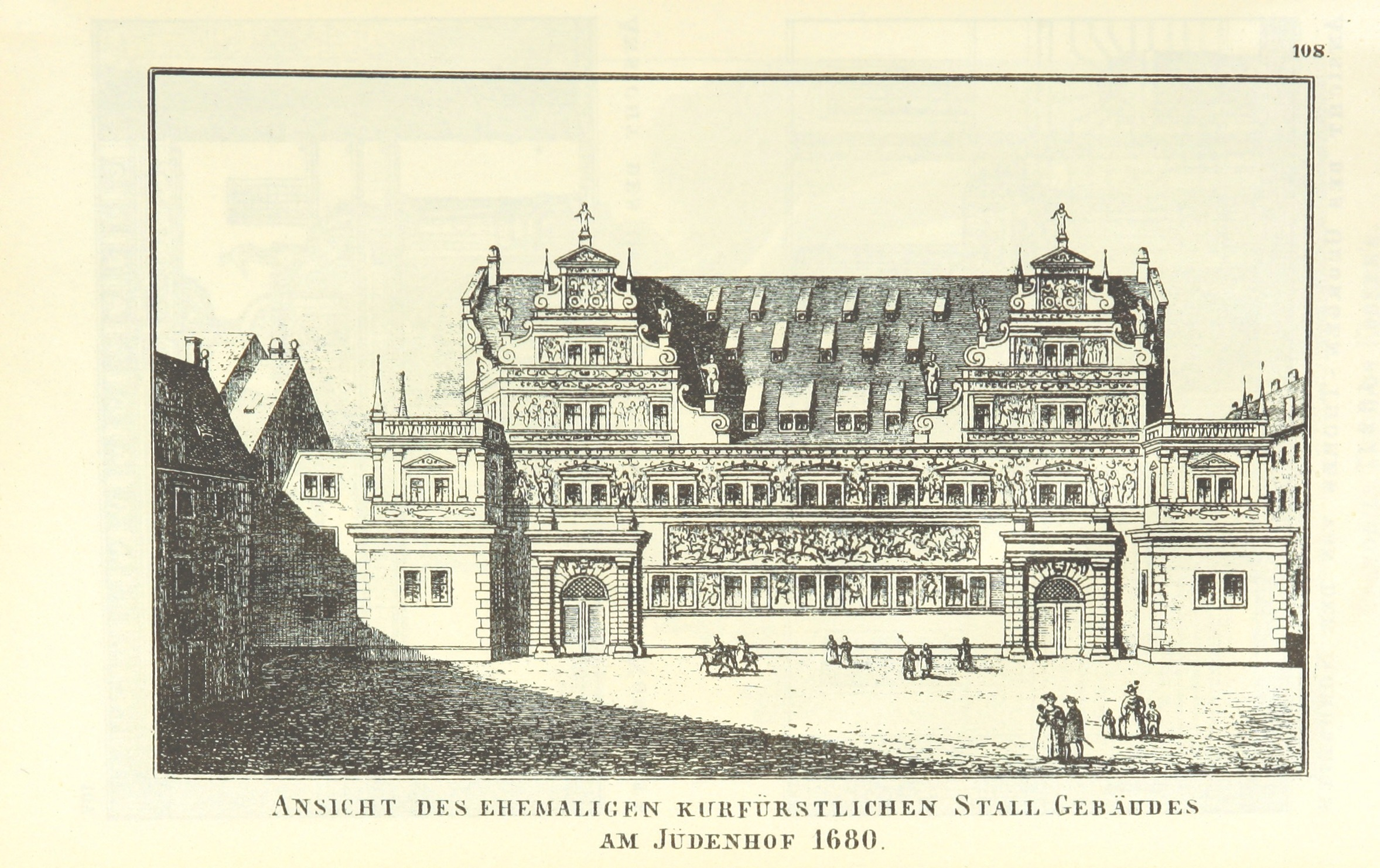
Budynek w 1680 roku

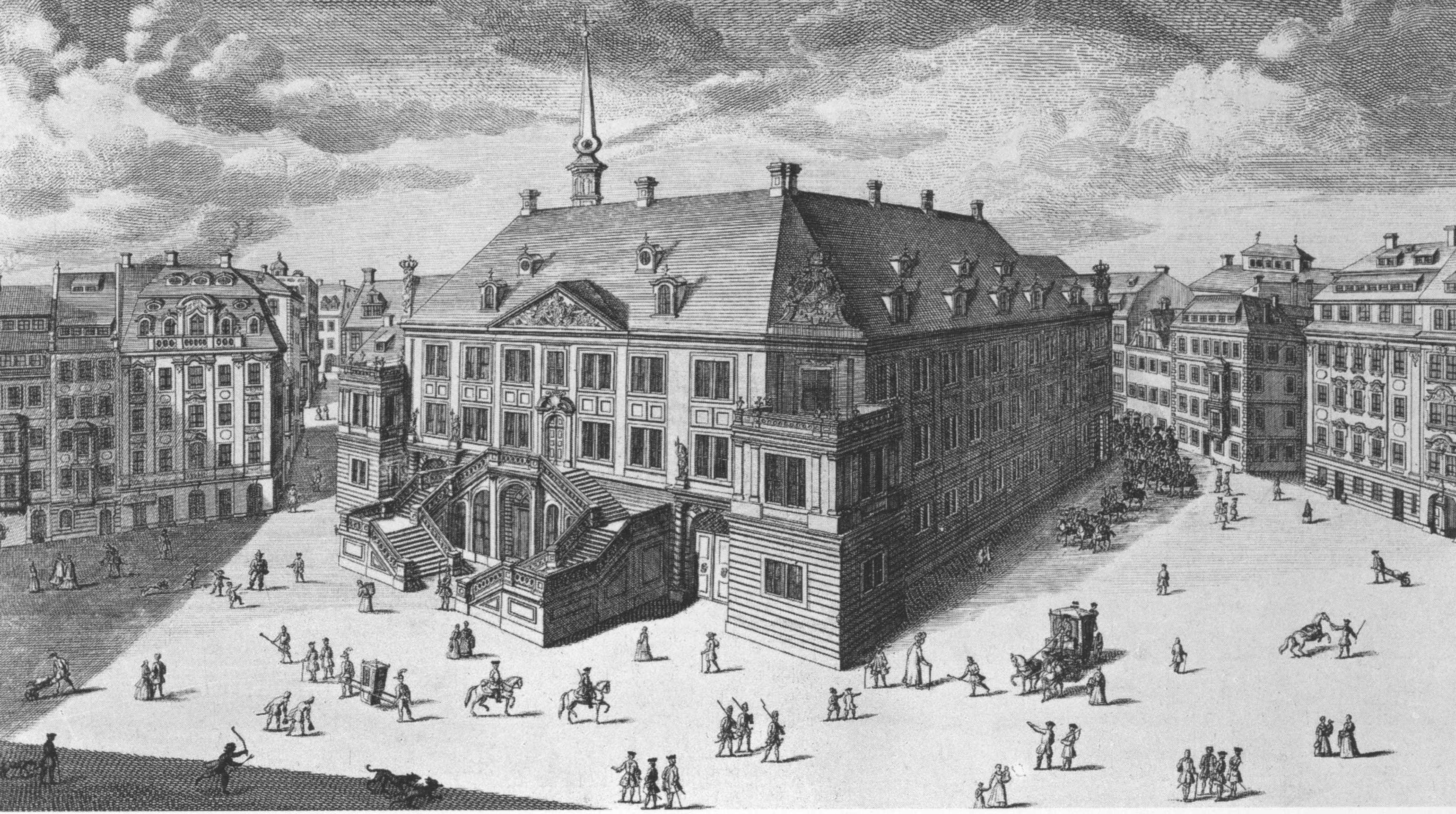
Budynek po przebudowie w 1731 roku

Budynek został zbudowany w stylu renesansowym w latach 1586–1590 według projektu architektów Paula Buchnera i Hansa Irmischa. Powstał z inicjatywy saskiego elektora Krystiana I jako stajnia dla koni książęcych oraz wozownia. Z uwagi na bliskość toru do turniejów rycerskich przy Stallhof w budynku ulokowano także książęcą zbrojownię. W latach 1722–1731 na polecenie elektora Fryderyka Augusta I (jednocześnie króla Polski pod imieniem August II Mocny) architekt Johann Georg Maximilian von Fürstenhoff przeprowadził przebudowę gmachu, w wyniku której dotychczas jednokondygnacyjny budynek zyskał drugą kondygnację, a ponadto dobudowano do niego wolnostojące, dwuskrzydłowe schody, zaś jego południową fasadę zwieńczono kartuszem z sasko-polskim herbem. Syn i zarazem następca Fryderyka Augusta I, Fryderyk August II (jednocześnie król Polski jako August III Sas) zarządził ulokowanie w przebudowanym budynku Drezdeńskiej Galerii Obrazów. W związku z tym na górnej, przeznaczonej dla tej placówki kondygnacji dokonano w latach 1744–1746 pod nadzorem architekta Johanna Christopha Knöffela kilku remontów – przede wszystkim wstawiono wysokie, łukowato zakończone okna w celu lepszego doświetlenia wystawy obrazów. Galeria w gmachu została otwarta w 1747 roku i działała w nim do 1856 roku, kiedy to przeniesiono ją do wchodzącego w skład Zwingeru budynku zaprojektowanego przez Gottfrieda Sempera przy Theaterplatz. Z kolei w okresie od 1794 do 1857 roku na parterze mieściła się wystawa reprodukcji starodawnego wyposażenia gabinetów. 
W latach 1872–1876 przeprowadzono według projektu architekta Karla Moritza Haenela neorenesansową przebudowę budynku na potrzeby muzeum historycznego (Militaria und Kulturgeschichte Sachsens, pol. „Militaria i historia kultury Saksonii”). Jako że inicjatorem tego przedsięwzięcia był król Saksonii Jan (niem. Johann), budynkowi nadano nazwę Johanneum. W 1876 roku w trzech pomieszczeniach górnej kondygnacji gmachu umieszczono kolekcję porcelany.

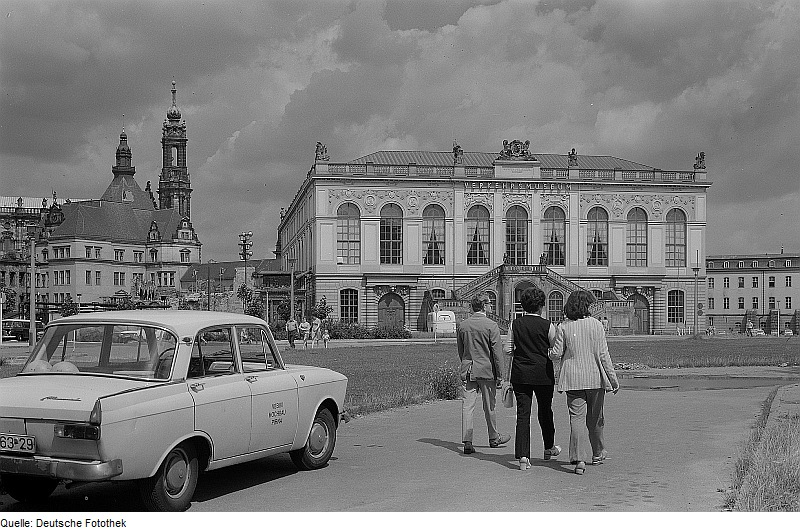
Johanneum w 1973 roku

W 1945 roku, w wyniku związanego z II wojną światową bombardowania Drezna Johanneum zostało prawie całkowicie zniszczone. Do 1954 roku przeprowadzono odbudowę budynku, po czym w jego wnętrzach ulokowano założone dwa lata wcześniej Muzeum Transportu (niem. Verkehrsmuseum), z kolei w 1963 roku została zakończona restauracja jego fasad. W latach 1962–1966 pomieszczenia gmachu poddano pracom mającym dostosować je do nowych wystaw muzealnych. W 1968 roku cały proces odbudowy budynku został zakończony. W 2008 roku dokonano renowacji fasad Johanneum.

## Muzeum Transportu

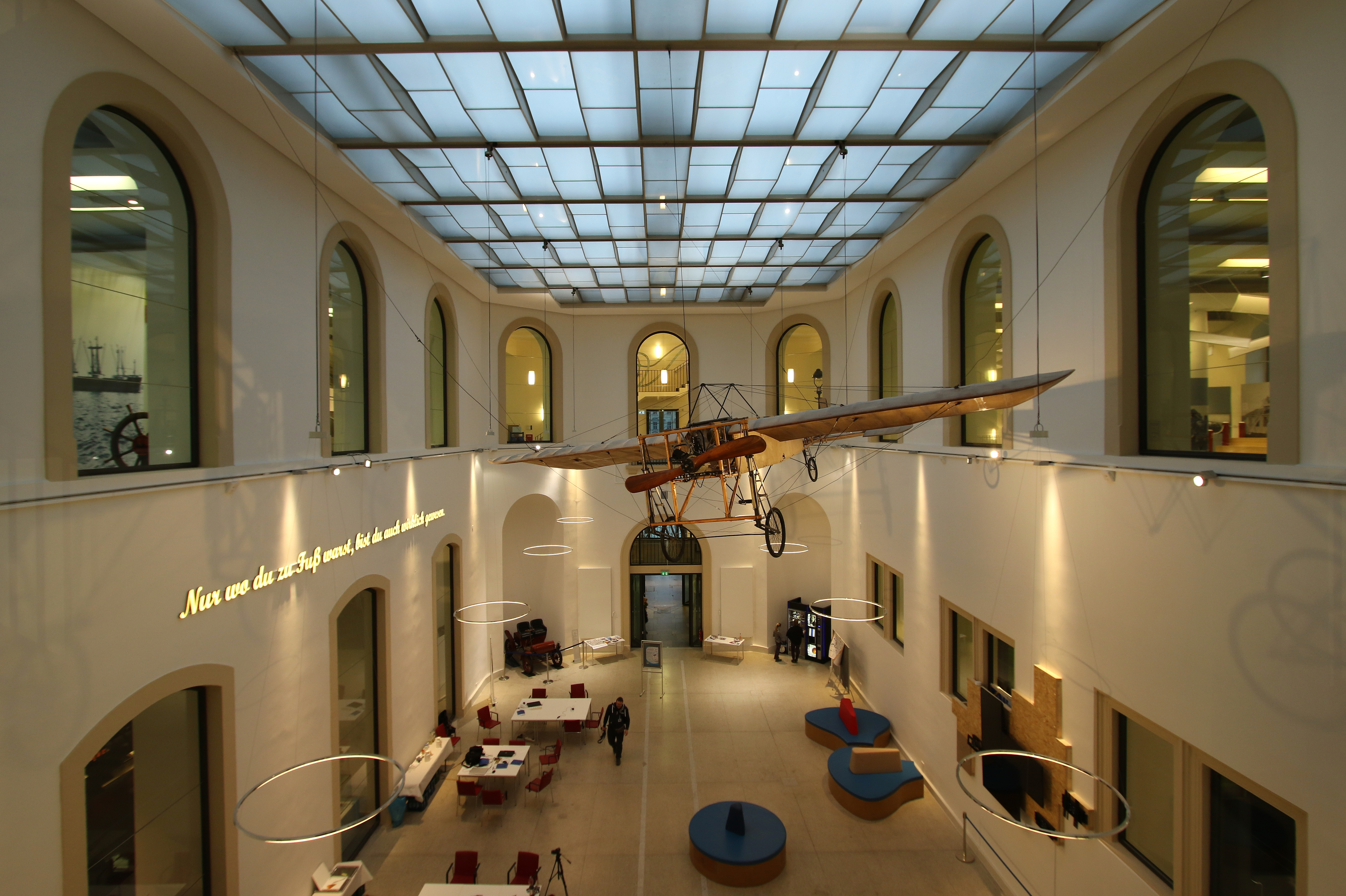
Wnętrze budynku

Ulokowane w budynku Muzeum Transportu ma od utworzenia w 1990 roku kraju związkowego Saksonia status muzeum państwowego i zawiera w swych zbiorach eksponaty (w tym autentyczne pojazdy) związane z wszystkimi gałęziami transportu: koleją, pojazdami silnikowymi, rowerami, transportem miejskim, morskim i lotniczym.

## Relief z wizerunkiem Augusta II Mocnego

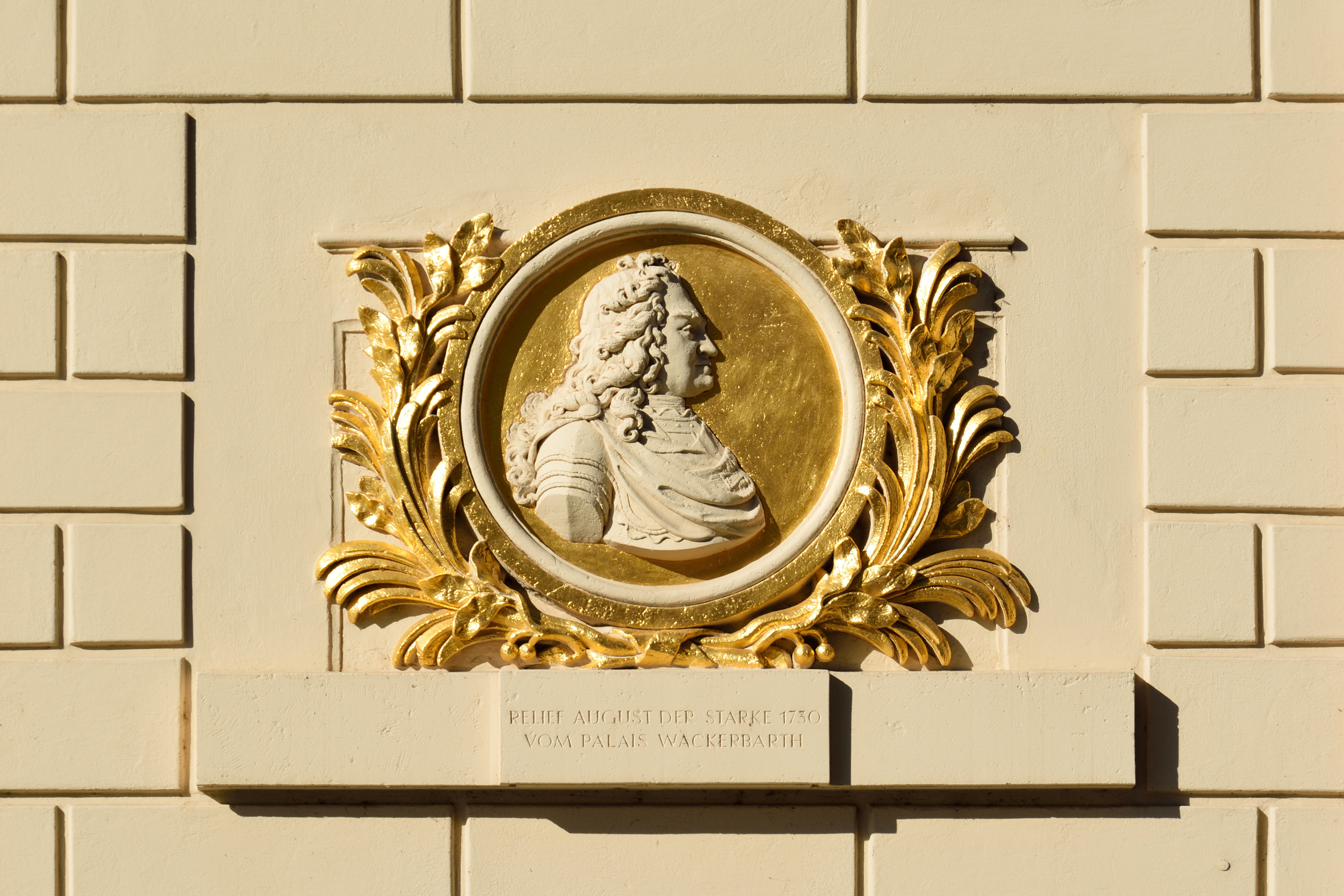
Relief z wizerunkiem Augusta II Mocnego

Na jednej z bocznych elewacji budynku znajduje się relief z wizerunkiem króla Augusta II Mocnego, przeniesiony ze zniszczonego w 1945 roku i ostatecznie rozebranego w 1963 roku pałacu Augusta Christopha von Wackerbartha.